# Addison (Alabama)
Addison è un comune degli Stati Uniti d'America situato nella contea di Winston dello Stato dell'Alabama.